# Markó Margit
Markó Margit (Nemesházi Imréné) (Budapest, 1943. október 13. –) magyar atléta

## Pályafutása
Karrierje során két olimpián (1964, 1968) vett részt. Tokióban hetedik, Mexikóvárosban kilencedik lett a 4 × 100-as magyar váltóval. Első ötkarikás játékán tizenharmadik lett 100 méteren. 1966-ban a fedett pályás Európa-bajnokság elődjének tekintett fedett pályás atlétikai Európa-játékok 60 méteres versenyszámában aranyérmet szerzett. Egy évvel később 50 méteres viadalt rendeztek, amelyet szintén megnyert.